# 20430 Стаут
20430 Стаут (20430 Stout) — астероїд головного поясу, відкритий 10 січня 1999 року.
Тіссеранів параметр щодо Юпітера — 3,318.